# Championnat de France masculin de handball 1989-1990
Navigation
Division 1 1988-1989 Division 1 1990-1991
Le championnat de France masculin de handball 1989-1990 est la trente-huitième édition de cette compétition. Le championnat de Nationale 1A de handball est le plus haut niveau du championnat de France de ce sport.
Le titre de champion de France est remporté par l'USAM Nîmes 30 pour la deuxième fois de son histoire. Il devance le HB Vénissieux 85, qui a dévoilé ses ambitions pour les saisons à venir, l'USM Gagny 93, qui disputera la Coupe de l'IHF, et le champion en titre, l'US Créteil.
En bas du classement, Villeurbanne Handball Club et US Dunkerque sont relégués en Nationale 1B.

## Modalités
Douze clubs participent à la compétition. Le club classé à la première place au terme de la compétition est déclaré Champion de France 1990.
Les clubs se rencontrent en matches aller et retour. Le classement s'effectue par addition de points attribués de la manière suivante : 
- match gagné 2 points
- match nul 1 point
- match perdu 0 point

A l'issue du match retour entre deux clubs, un point supplémentaire est attribué au club vainqueur sur l'ensemble des deux matches, aller et retour. En cas d'égalité aux points, les clubs sont départagés selon les procédures suivantes
1. la différence entre le buts manqués et les buts encaissés au cours des deux matches,
2. en cas de nouvelle égalité, le club bénéficiaire est celui ayant marqué le plus de but chez l'adversaire,
3. en cas de nouvelle égalité, il y a lieu de faire procéder à des séries de tirs au but.

En cas d'égalité entre deux ou plusieurs clubs à l'issue de la compétition, ceux-ci sont départagés selon les modalités suivantes :
1. par la différence entre les buts marqués et les buts encaissés sur l'ensemble de la compétition.
2. par le plus grand nombre de buts marqués sur l'ensemble de la compétition.
3. par la différence entre les buts marqués et les buts encaissés dans les rencontres entre les clubs concernés,
4. par le plus grand nombre de buts marqués dans les rencontres entre les clubs concernés,
5. par le classement des équipes Espoirs,
6. par le plus grand nombre de licencié(e)s.

En bas du classement, les deux derniers sont relégués et le club classé dixième dispute une rencontre de barrage en matchs aller et retour contre le club vainqueur des pré-barrages entre les clubs classés deuxième de chacune des deux poules de Nationale 1B.

## Résultats

### Classement final
Le classement final du championnat est, :
|    | Équipe                      | Pts | J  | G | N | P | Bp  | Bc  | Diff |
| -- | --------------------------- | --- | -- | - | - | - | --- | --- | ---- |
| 1  | USAM Nîmes 30               | 48  | 22 | . | . | . | 496 | 421 | 75   |
| 2  | HB Vénissieux 85            | 41  | 22 | . | . | . | 528 | 468 | 60   |
| 3  | USM Gagny 93                | 38  | 22 | . | . | . | 523 | 483 | 40   |
| 4  | US Créteil T                | 34  | 22 | . | . | . | 447 | 417 | 30   |
| 5  | Vitrolles SMUC Handball     | 27  | 22 | . | . | . | 482 | 487 | -5   |
| 6  | Stade messin étudiants club | 25  | 22 | . | . | . | 405 | 432 | -27  |
| 7  | Girondins de Bordeaux P,C   | 24  | 22 | . | . | . | 491 | 505 | -14  |
| 8  | US Ivry                     | 23  | 22 | . | . | . | 454 | 462 | -8   |
| 9  | RC Strasbourg P             | 22  | 22 | . | . | . | 476 | 498 | -22  |
| 10 | Lille Université Club       | 17  | 22 | . | . | . | 449 | 503 | -54  |
| 11 | US Dunkerque P              | 16  | 22 | . | . | . | 448 | 475 | -27  |
| 12 | Villeurbanne Handball Club  | 16  | 22 | . | . | . | 459 | 504 | -45  |

Légende
- Champion de France 1989-1990
et qualifié pour la Coupe des clubs champions (C1) .
- Qualifié pour la Coupe des coupes (C2).
- Qualifié pour la Coupe de l'IHF (C3).
- Relégation en Nationale 1B.
- T : Tenant du titre.
- C : Vainqueur de la Coupe de France 1989-1990
- P : Promu de Nationale 1B en début de saison.

### Barrage de relégation
Le barrage de relégation oppose le Lille Université Club à un club de Nationale 1B, potentiellement le SLUC Nancy[réf. nécessaire].
Les résultats ne sont pas connus mais Lille est maintenu en Nationale 1A.

### Nationale 1B
En guise de couronnement d'une saison exemplaire, le Paris-Asnières de Gérard Picard s'est attribué le titre de champion de France de Nationale 1B face au SC Sélestat :
- Finale aller, à Sélestat : SC Sélestat 18-19 (9-9) Paris-Asnières .
  - Paris-Asnières : Jónasson (9), Ricard (5), Richardson (2), Guignard (1), Ouakil (1), Canayer (1). Spincer (GB)
  - Sélestat : Brkljacić (6), Voné (5), Berthier (3), Kempf (2), Heinerich (1), Stachnick (1).

- Finale retour, à Paris :  Paris-Asnières 25-20 (15-9) SC Sélestat
  - Paris-Asnières : Richardson (8), Ricard (5), Jónasson (5), Canayer (3), Robic (2), Certeaux (1), Guignard (1). Spincer (GB)
  - Sélestat : Berthier (6), Winogrodski (3), Brkljacić (3), Voné (3), Faveeuw (2), Kempf (2), Momper (1).

Auparavant, le SC Sélestat a écarté le SLUC Nancy COS Villers 25-15 le 19 mai 1990 pour obtenir la première accession du club dans l'élite.

## Statistiques et récompenses

### Meilleurs buteurs
Les meilleurs buteurs du championnat sont :
|    | Joueur               | Club                      | Buts |
| -- | -------------------- | ------------------------- | ---- |
| 1  | Marko Nenadić        | US Dunkerque              | 138  |
| 2  | Zoran Calić          | RC Strasbourg             | 131  |
| 2  | Nikola Grahovac      | USM Gagny 93              | 131  |
| 4  | Philippe Debureau    | US Dunkerque              | 125  |
| 5  | Frédéric Volle       | USAM Nîmes 30             | 117  |
| 6  | Željko Anić          | Girondins de Bordeaux HBC | 112  |
| 7  | Jean-Jacques Cochard | Vitrolles SMUC            | 104  |
| 8  | Daniel Hager         | US Ivry                   | 103  |
| 9  | Jean-Marc Poinsot    | Stade Messin EC           | 98   |
| 10 | Gaël Monthurel       | HB Vénissieux 85          | 94   |
| 11 | Mile Isaković        | US Créteil                | 90   |
| 11 | Laurent Munier       | HB Vénissieux 85          | 90   |
| 13 | Pascal Mahé          | US Créteil                | 89   |
| 14 | Alain Portes         | USAM Nîmes 30             | 88   |
| 15 | Denis Lathoud        | HB Vénissieux 85          | 87   |

### Meilleurs joueurs
A l'issue de la saison, un vote parmi les 12 clubs (l'entraineur et 1 joueur par club, soit 24 votes) a permis de désigner une équipe type :
- Meilleur gardien de but : Yohann Delattre (Lille UC), 8 voix
- Meilleur ailier droit : Thierry Perreux (USM Gagny 93), 12 voix
- Meilleur arrière droit : Zoran Calić (RC Strasbourg), 11 voix
- Meilleur demi-centre : Laurent Munier (HB Vénissieux 85), 6 voix
- Meilleur pivot : Philippe Gardent (USM Gagny 93), 12 voix
- Meilleur arrière gauche : Frédéric Volle (USAM Nîmes 30), 20 voix
- Meilleur ailier gauche : Mile Isaković (US Créteil), 17 voix.

Les autres nommés sont :
- Meilleur gardien de but : Mirko Bašić (HB Vénissieux 85) 4 voix ; Philippe Médard (USAM Nîmes 30) 3 ; Jean-Luc Thiébaut (SMEC Metz) 3 ; Bruno Martini (HB Vitrolles SMUC) 2 ; Frédéric Perez (US Créteil) 2 ; Patrick Boullé (US Ivry) 1 ; Ermin Velić (US Créteil) 1.
- Meilleur ailier droit : Denis Tristant (US Créteil), 6 voix ; Philippe Julia (HB Vénissieux 85) 2 ; Henri Taï (Villeurbanne HBC) 2 ; Yohann Lhou Moha (RC Strasbourg ) 1.
- Meilleur arrière droit : Philippe Debureau (US Dunkerque) 10 voix ; Jean-Jacques Cochard (HB Vitrolles SMUC) 1 ; Patrick Lepetit (HB Vénissieux 85) 1 ; Jean-Michel Serinet (Girondins de Bordeaux HBC) 1.
- Meilleur demi-centre : Bruno Rios (Girondins de Bordeaux HBC), 5 voix ; Éric Cailleaux (USM Gagny 93), 4 ; Gilles Derot (USAM Nîmes 30) 4 ; Daniel Hager (US Ivry), 2 ; Pascal Carré (Villeurbanne HBC), 1 ; Philippe Grillard (Lille UC), 1 ; Éric Quintin (HB Vitrolles SMUC), 1.
- Meilleur pivot : Gaël Monthurel (HB Vénissieux 85) 10 voix ; Jean-Louis Appourchaux (Villeurbanne HBC), 1 ; Alain Graillot (US Ivry), 1.
- Meilleur arrière gauche : Pascal Mahé (US Créteil), 3 voix ; Tudor Roșca (Lille UC), 1.
- Meilleur ailier gauche : Alain Portes (USAM Nîmes 30) 4 voix ; Mickaël Lobanoff (HB Vitrolles SMUC),1 ; Éric Quintin (HB Vitrolles SMUC), 1 ; Patrick Joas (US Ivry), 1